# Friedrich Christian von Hauss
Friedrich Christian von Hauss (auch von Hauß und von Haussen; * 1698 in der Grafschaft Mark; † 15. Dezember 1764) war ein preußischer Generalmajor, Chef des Infanterieregiments S 55 und Militärkommandant von Leipzig.

## Leben
Hauss wurde 1715 im Infanterieregiment „Golz“ Nr. 15 eingestellt. Dort wurde er 1721 Fähnrich, 1730 Leutnant, 1732 Hauptmann und 1740 Major. Als sich die Armee in Brandenburg sammelte, kommandierte er ein Grenadierbataillon, das aus den Grenadierkompanien „von Flanß“ Nr. 16 und „Prinz Ferdinand“ Nr. 15 gebildet wurde. Im März 1745 wurde Hauss Oberstleutnant und im Mai 1747 Oberst. Im Jahr 1756 übernahm er das Infanterieregiment S 55, das aus sächsischen Soldaten bestand, die nach der Belagerung bei Pirna in preußische Dienste gepresst worden waren. Am 20. Oktober 1756 folgte seine Ernennung zum Generalmajor. 1757 wurde er Nachfolger von Oberst Manstein als Kommandant von Leipzig. Das Regiment kam an Ludwig Philipp von Röbel. Nach dem Krieg wurde das Regiment aufgelöst; seine Reste kamen zum Infanterieregiment Nr. 36.
Im Januar 1761 wurde Hauss wegen Krankheit pensioniert. Er starb am 15. Dezember 1764.
Hauss war mit Dorothea Wilhelmine geb. von Reck verheiratet.